# CYB561
CYB561‏ (Cytochrome b-561, isoform CRA_c) هوَ بروتين يُشَفر بواسطة جين CYB561 في الإنسان.